# رائاپتیک

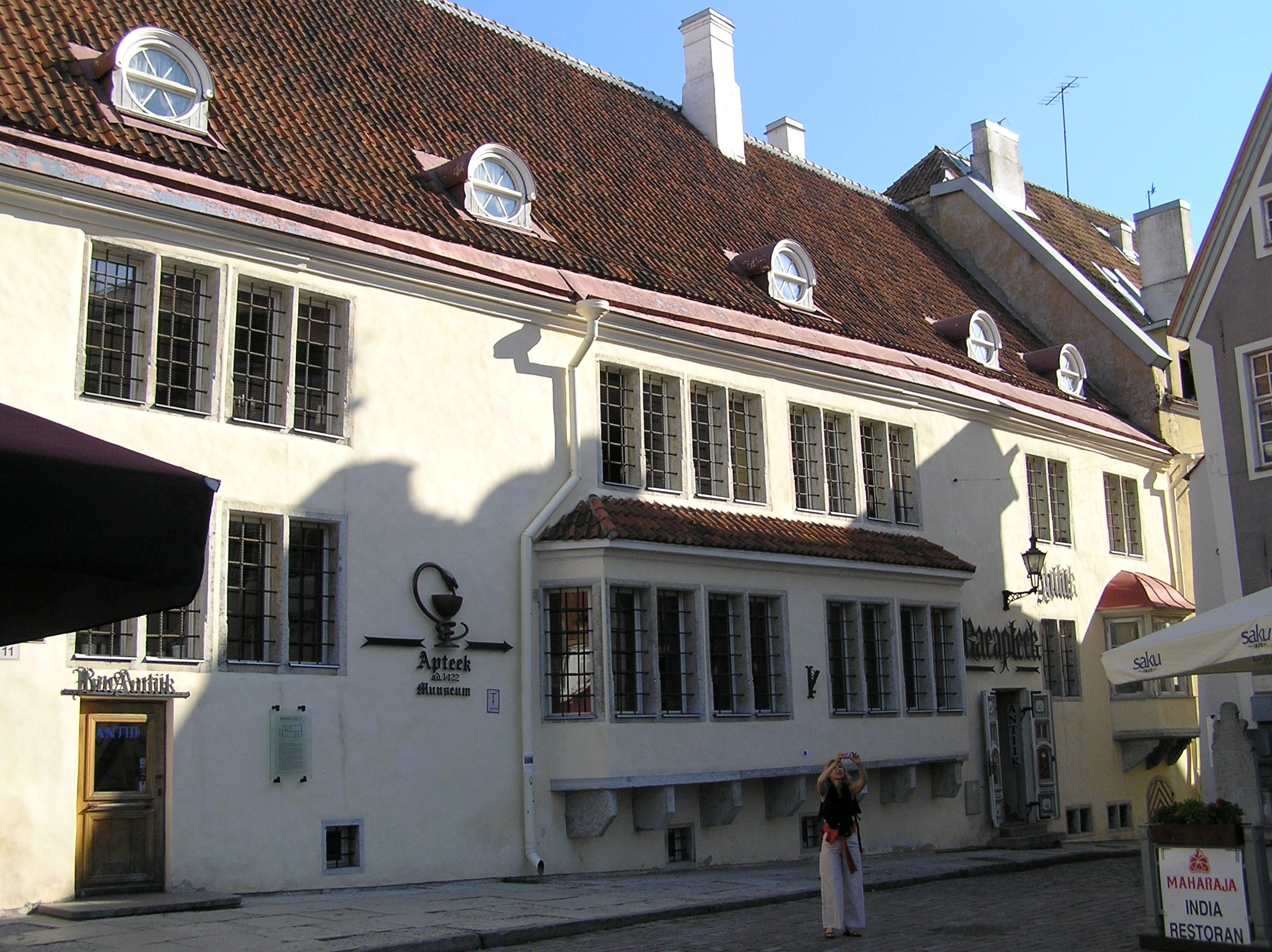
رائاپتیک

رائاپتیک (استونیایی: Raeapteek) یا داروخانه تالار شهر مرکز داروسازی شهر تالین، استونی است.
روبروی تالار شهر، در خانه شماره ۱۱، یکی از قدیمی‌ترین داروخانه‌هایی است که به‌طور مداوم در حال فعالیت داروسازی در اروپا است و از اوایل قرن پانزدهم همیشه در این مکان تجارت می‌کرده است. این داروخانه همچنین قدیمی‌ترین شرکت تجاری و قدیمی‌ترین مؤسسه پزشکی در تالین است.

## نگارخانه

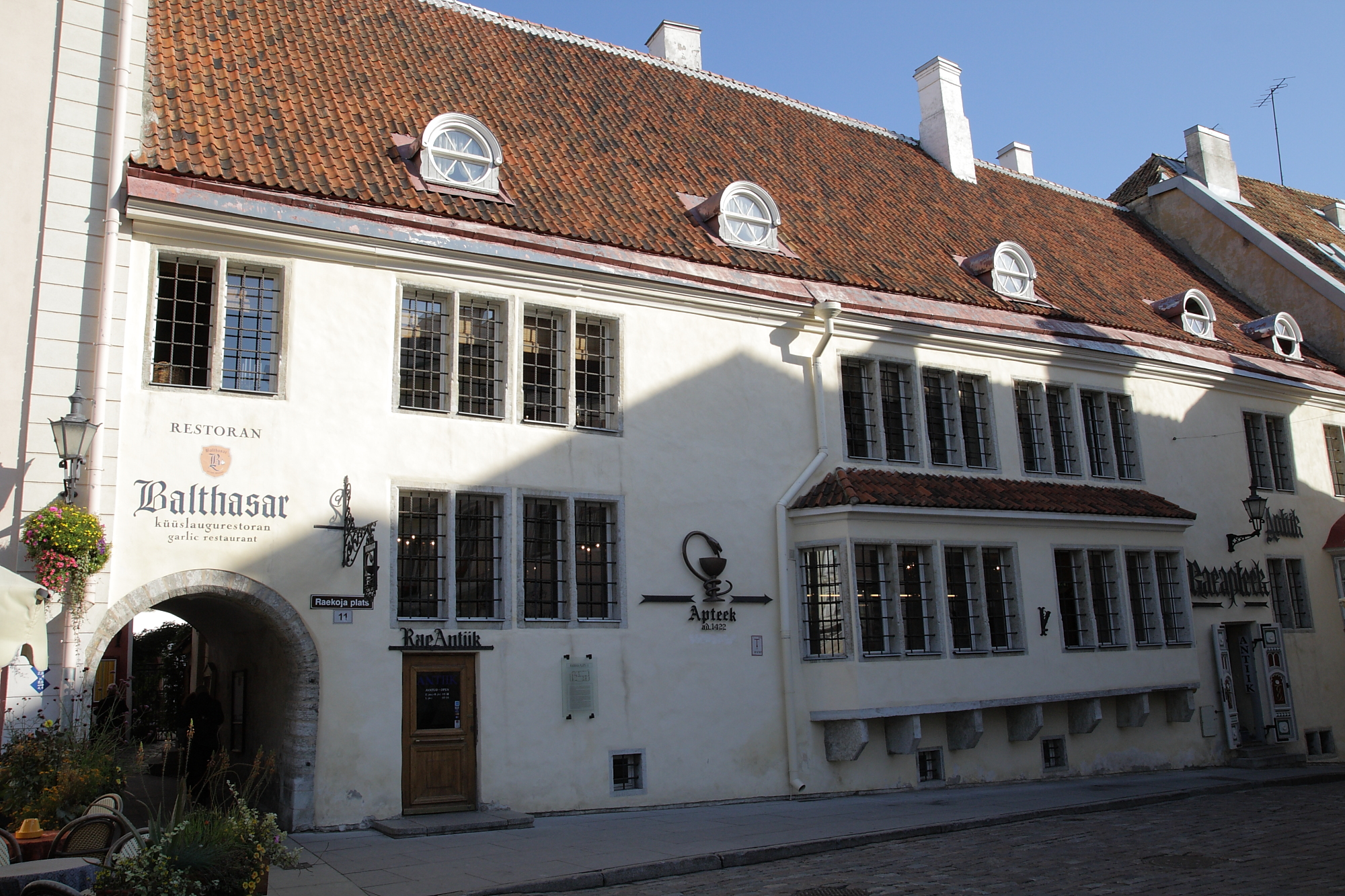
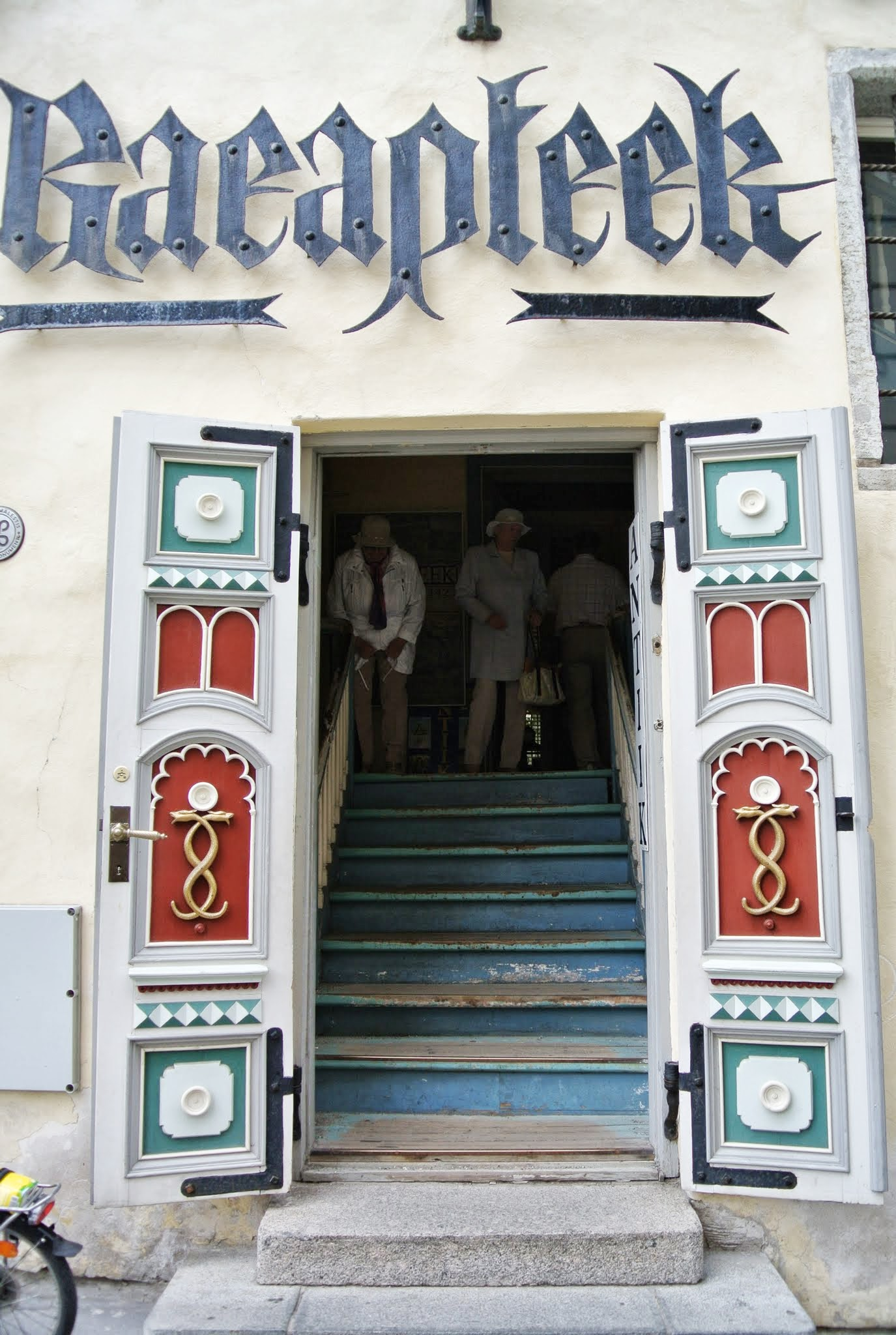
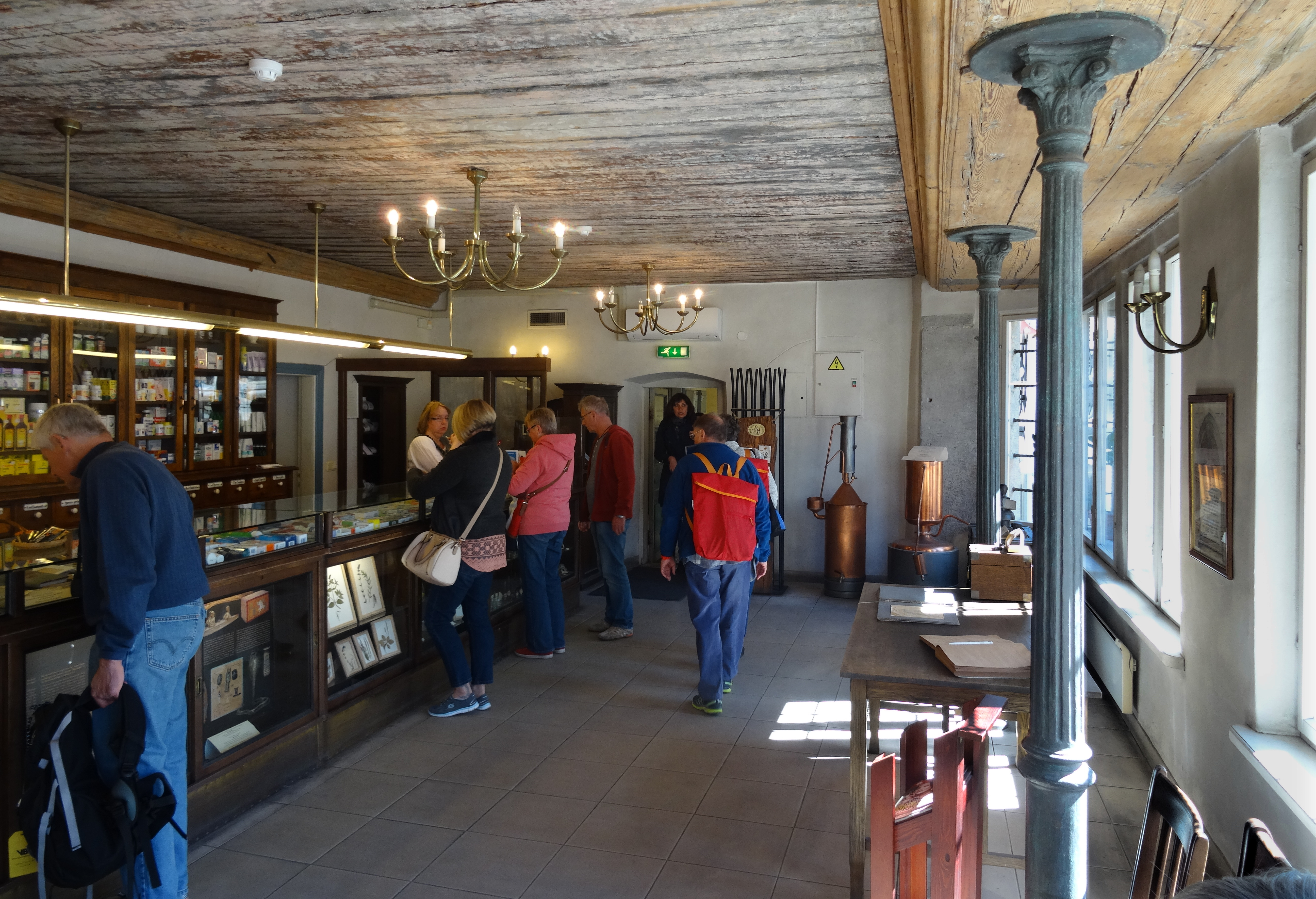
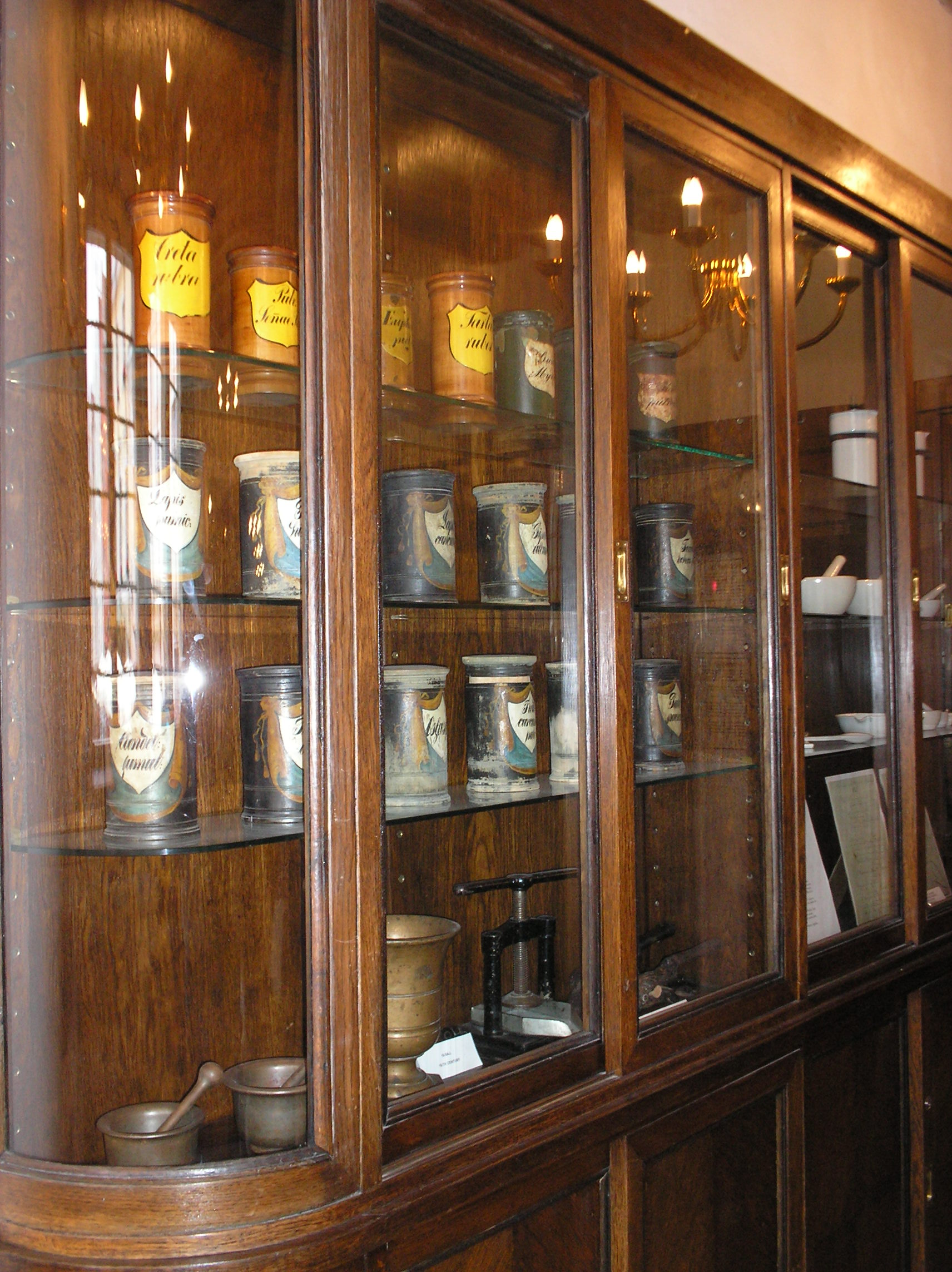
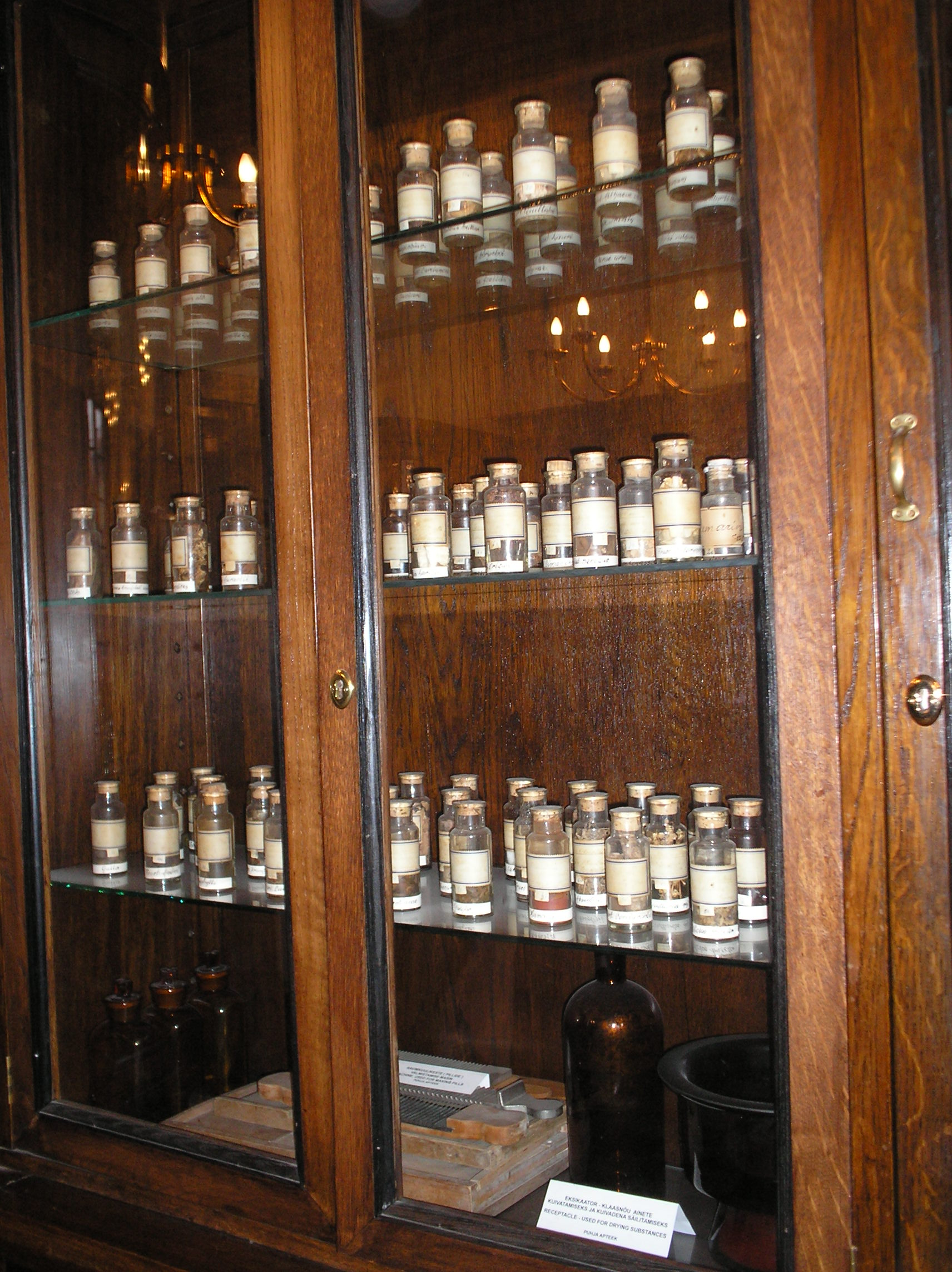